# Vũng Rô
Vũng Rô (vijetnamski: Vịnh Vũng Rô) je mali zaljev u provinciji Phú Yên u Vijetnamu. Vũng Rô se nalazi u općini (xã) Hòa Xuân Nam, okrug Đông Hòa, provincija Phú Yên, koja se nalazi na rubu planina Cả Pass. Zaljev je prirodna granica pokrajina Phú Yên i Khánh Hòa.
Vung Ro pokriva područje od 16.4 km2 i okružen je planinama Đèo Cả, Đá Bia i Hòn Bà sa sjevera, istoka i zapada. Uz uvalu ima nekoliko sitnih pješčanih obala. U zaljevu su koraljni grebeni.

## Vijetnamski rat
U veljači 1965., u zaljevu se dogodio incident u zaljevu Vũng Rô.
U srpnju 1966. američka vojska osigurala je to područje u sklopu operacije John Paul Jones, a 39. inženjerijska bojna je ovdje izgradila mali lučki objekt kako bi podržala operacije američke vojske u tom području i ublažila logistički pritisak na Tuy Hòa. Baza je nazvana Port Lane po potporučniku Ernestu Laneu koji je poginuo u akciji 18. svibnja 1966.
Lučki objekti uključivali su dvije betonske rampe za desantne brodove, spremnike (eng. Landing Ship, Tank, LST), mornarički  nasip za iskrcaj teglenics i stajalište, a svi su bili u potpunosti operativni do 16. listopada 1966. Područje tvrdog postolja je povećano, a strana brda je očišćena kako bi se osigurao materijal za ispunu nasipa. Dvije jedinice gata DeLong postavljene su na kraj ovog nasipa do kraja prosinca 1966.

## Vanjske poveznice
|  | Zajednički poslužitelj ima još gradiva o temi Vũng Rô |